# Alone: The Home Recordings of Rivers Cuomo
Pour les articles homonymes, voir Alone.
Albums de Rivers Cuomo
Alone II: The Home Recordings of Rivers Cuomo
Alone: The Home Recordings of Rivers Cuomo est le premier album solo de Rivers Cuomo, chanteur de Weezer. Il s'agit d'une compilation de demos enregistrés par Cuomo entre 1992 et 2007. Le disque est paru sur Geffen Records le 18 décembre 2007.

## Liste des morceaux
| No  | Titre                                                  | Durée |
| --- | ------------------------------------------------------ | ----- |
| 1.  | Ooh                                                    | 0:47  |
| 2.  | The World We Love So Much (reprise de Gregg Alexander) | 3:40  |
| 3.  | Lemonade                                               | 2:31  |
| 4.  | The Bomb (reprise de Ice Cube)                         | 1:18  |
| 5.  | Buddy Holly                                            | 3:01  |
| 6.  | Chess                                                  | 2:26  |
| 7.  | Longtime Sunshine                                      | 3:15  |
| 8.  | Blast Off!                                             | 1:57  |
| 9.  | Who You Callin' Bitch?                                 | 0:46  |
| 10. | Wanda (You’re My Only Love)                            | 3:38  |
| 11. | Dude We're Finally Landing                             | 0:56  |
| 12. | Superfriend                                            | 3:30  |
| 13. | Lover In The Snow                                      | 3:16  |
| 14. | Sans titre                                             | 3:14  |
| 15. | Crazy One                                              |       |
| 16. | This Is The Way                                        | 4:17  |
| 17. | Little Diane (reprise de Dion)                         | 2:41  |
| 18. | I Wish You Had An Axe Guitar                           | 0:36  |
| 19. | I Was Made For You                                     | 4:02  |

## Origine des morceaux
- "Ooh", "The World We Love So Much" (repris de Gregg Alexander), "Lemonade", "The Bomb" (repris de Ice Cube), "Buddy Holly" (version démo d'un succès de Weezer en 1994) et "Chess" ont précédé l'enregistrement du premier album de Weezer.
- "Longtime Sunshine", "Blast Off!", "Who You Callin' Bitch?", "Dude, Wer're Finally Landing" et "Superfriend" sont des démos enregistrés pour un album-concept devant s'intituler Songs from the Black Hole, dont l'idée a été abandonnée par Rivers Cuomo, qui élabora plutôt Pinkerton, second album de Weezer paru en 1996.
- "Wanda (You're My Only Love)" a été enregistrée en 1995 pour la bande originale du film Angus. Les producteurs du film l'ont toutefois refusée et elle fut remplacée par "You Gave Your Love to Me Softly", à la déception de Cuomo.
- "Lover in the Snow" et "Crazy One" ont été enregistrées en 1997 et 1998 pendant la pause de quelques années qu'a pris Weezer.
- "This Is The Way" est une chanson rejetée dans le processus menant à l'enregistrement du sixième album de Weezer, prévu pour 2008.
- "Little Diane" est une reprise de Dion and the Belmonts, enregistrée en 2003 avec des membres du groupe canadien Sloan.
- "I Wish You Had An Axe Guitar" est un enregistrement de quelques secondes où trois personnes parlent du groupe Kiss. Selon les notes de l'album, l'extrait date de l'été 1984 et a été capté lors d'une pratique pour un groupe appelé Fury, dont Cuomo faisait partie avec des amis, Justin et Eric.
- "I Was Made For You" a été composée pour l'album Make Believe mais n'a pas été retenue.

## Différences avec les versions précédentes
- "Lover in the Snow", qui dure 3:16, est plus courte qu'une version précédente de 4:23 circulant sur Internet depuis quelques années.
- "Blast Off!" était au départ une section d'une pièce plus longue intitulée "Who You Callin' Bitch?". Les deux morceaux ont été séparés.

## Personnel
- Rivers Cuomo : chant, guitare, basse, piano, percussions, clarinette.
- Patrick Wilson : batterie sur "Lemonade".
- Jay Ferguson : guitare sur "Little Diane".
- Chris Murphy : basse sur "Little Diane".
- Patrick Pentland : guitare sur "Little Diane".
- Andrew Scott : batterie sur "Little Diane".